# Gestão da oferta

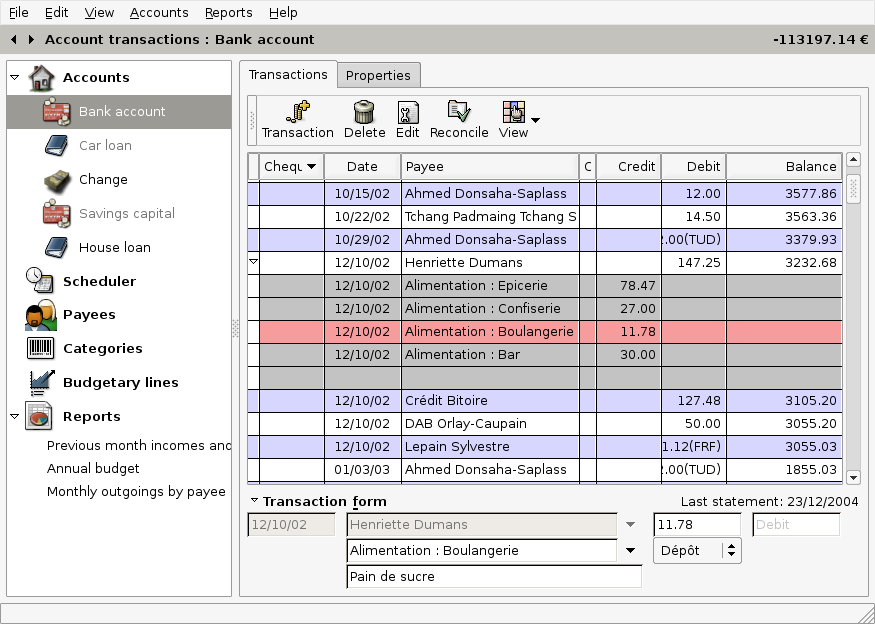
Screenshot do software Grisbi

Gestão da oferta (em Inglês yield management) é um conceito de gestão utilizado para calcular a melhor política de preços (pricing), para otimizar e maximizar os lucros gerados pela venda de um produto ou serviço, baseada em modelos matemáticos de simulação e previsões de tendências de procura por segmento de mercado. É o processo de conhecer, compreender, antecipar e reagir às tendências da procura, para maximizar a ocupação ou utilização de um bem ou serviço vendável e finito, maximizando assim também a receita. 
É usado particularmente por companhias aéreas, cadeias hoteleiras, ou aluguel de veículos, mas também é usado em companhias ferroviárias, cinemas; ou qualquer tipo de empresa com uma oferta de produtos ou serviços finitos, e cujo rácio custos fixos sobre custos operacionais decorridos da venda de um produto ou serviço adicional, seja alto o suficiente.

## História
Originou-se nos EUA, do início dos anos 1980, decorrente da desregulamentação da indústria aeronáutica. As maiores companhias aéreas estadunidenses, viram-se num ambiente novo e altamente competitivo, criado pelas possibilidades de distribuição oferecidas pelos Global Distribution Systems, e pelo crescente número de novas companhias low-cost, cujos custos operacionais eram metade dos das grandes companhias (American, Delta, United, TWA, etc.).
Para compreender a verdadeira importância do Yield Management, é importante recordar que se desenvolveu no sector da indústria aeronáutica, em concomitância com a implementação dos sistemas de distribuição electrónica, (GDS Global Distribution Systems - Sabre, Apollo, System One). Os GDS tornaram possível levar os produtos das companhias aéreas a uma vasta rede de agências de viagens (hoje mais de 500.000), milhões de ciberconsumidores, e a milhares de empresas remotamente localizadas (B2B).
Considerando este contexto de desregulamentação da indústria aeronáutica, as maiores companhias usaram o Yield Management como a sua principal técnica para preservar as suas quotas de mercado, mantendo-se lucrativas. As companhias que demoraram mais tempo a reagir e a utilizar estas ferramentas, simplesmente desapareceram (People Express, PanAm). No início dos anos 1990, as maiores cadeias hoteleiras começaram a testar modelos de Yield Management. Cadeias como a Hyatt investiram em sofisticados sistemas informáticos que rastreavam numerosas fontes de dados. Outras responderam predominantemente com sistemas manuais, combinados com a capacidade de reportarem por parte dos seus departamentos de reservas, com as capacidades dos seus PMS e com equipas vocacionadas para as Receitas e a Gestão de Oferta que geriam tarifas e inventários. Em qualquer dos casos, o resultado foi o mesmo: os hotéis descobriram que poderiam aumentar significativamente as suas receitas e consequentemente os seus lucros, utilizando sistemas de Yield Management. E que após um ou dois anos utilizando estes sistemas, tinham efetivamente baixado o seu ADR, i.e., tinham feito muito mais descontos em épocas de fraca ocupação, e subido os preços em épocas de muita procura, traduzindo-se isto, num substancial aumento de receitas. Utilizando estes sistemas, tinham aumentado a procura, através da introdução seletiva de diversos níveis de preços, à medida que entenderam e reagiram à diversidade de vetores que norteiam a sensibilidade dos consumidores.
Os bons sistemas de Yield Management maximizam (ou pelo menos aumentam significativamente) as receitas para o mesmo número de unidades vendidas, tomando como vantagem a previsão (forecasting) de períodos de alta ou baixa procura, transformando períodos de baixa procura em períodos de alta procura, e cobrando preços mais altos para clientes pouco sensíveis a preços.

## O impacto financeiro
Mantendo-se tudo inalterável, a aplicação sistemática da Gestão da Oferta tem um impacto positivo de aproximadamente 3 a 7% na Receita Total. 

### Exemplo
Uma empresa com uma margem de lucro de 10% e custos variáveis na ordem dos 20%. O Aumento de 5% nas receitas devido a Yield Management traduz-se no seguinte (em Milhões de Euros):
Receita inicial  (before YM):100M€
Lucro inicial (before YM):+10M€
Aumento de receitas por Yield Management:5M€ (+5%)
Aumento dos lucros por Yield Management:+4M€ +40%)
5M*20% (custos) = 1M
5M–1M = 4M
5M+4M = 9M